# Chikkaboovanahalli, Hassan
Chikkaboovanahalli là một làng thuộc tehsil Hassan, huyện Hassan, bang Karnataka, Ấn Độ.